# 모로호시 쇼키
모로호시 쇼키(일본어: 諸星 翔希, 1994년 10월 13일 ~ )는 일본의 탤런트, 배우, 아이돌, 가수이며, 7ORDER의 멤버이며 색소폰을 맡고 있다.

## 내력
2008년 4월 20일, 쟈니스 사무소 입소. 2016년부터 Love-tune의 멤버로 활동.
2018년 11월 30일, 유료공식사이트 『자니스주니어정보국』에서 쟈니스 사무소 퇴소 발표.
2019년 3월 31일, 도쿄 돔 시티 프리즘홀에서 열린 『사나다 유마와 아베 아란의 츠나게루 츠나게루 츠나게루』에 출연해서, 야스이 켄타로를 제외한 다른 전 Love-tune의 멤버와 함께 공개석상에 모습을 보였다.
같은해 5월 22일, 쟈니스 주니어 시절 함께 활동했던 Love-tune 멤버들과 함께 7ORDER project를 발표함으로 7명으로서의 활동을 재개.

## 출연

### 드라마
- BAD BOYS J (2013년 4월 6일 ~ 6월 22일 닛폰 TV) - 하라다 카즈나리 역
- 신데렐라 데이트 (2014년 11월 ~ 12월, 토카이 TV・후지 TV 계) - 쿠로세 츠요시 역

### 영화
- 극장판 BAD BOYS J -최후에 지킬 것- (2013년 11월 9일, 쇼게이트) - 하라다 카즈나리 역

### 버라이어티
- R의 법칙 (2011년 4월 ~ 2016년, NHK 교육 TV)

### 무대
- 쟈니스 긴자 2014 (2014년 5월 7일・8일 〔Johnnys' Sound〕, 5월 9일 ~ 11일 〔쟈니스 Jr. Part1〕, 28일・29일 〔쟈니스 Jr. Part2〕, 시어터 크리에)
- Endless SHOCK 15th Anniversary (2015년 2월 3일 ~ 3월 31일, 제국극장 / 9월 8일 ~ 30일, 우에다 예술극장 / 10월 7일 ~ 31일, 하카타좌)
- Endless SHOCK (2016년 2월 4일 ~ 3월 31일, 제국극장)
- A NEW MUSICAL 크로스하트 (2016년 11월 11일 ~ 13일, EX시어터 롯폰기 / 12월 9일 ~ 28일, Zepp블루 시어터 롯폰기 / 2017년 1월 6일 ~ 8일, 모리노미야 필로티홀) - 맥심 역
- R&J (2019년 6월 14일 ~ 23일, 일본청년관 홀 / 7월 4일 ~ 7일, 모리노미야 필로티홀) - 벤볼리오 역
- 소년사중・토에이 프로듀스 「모마의 화성 탐험기」 (2020년 1월 7일 ~ 20일, 선샤인 극장/2월 1일・2일, 오카자키시 시민회관 아오이홀/2월 7일 ~ 11일, 산케이 홀 브리제/ 2월 15일・16일, 후쿠오카 시민회관) - 치킨 역
- Oh My Diner (2020년 11월 7일 ~ 15일, 시나가와 프린스 호텔 스테라볼) - SJ 역

### 콘서트
- JOHNNYS' World의 감사제 in 도쿄 돔 (2013년 3월 16일・17일, 도쿄 돔)

- 가무샤라 J's Party!! Vol.4 (2014년 5월 13일・14일, EX시어터 롯폰기)

### 라디오
- 7ORDER 모로호시 쇼키의 청춘펑크 (2021년 4월 4일~, 토카이라디오)

### CM
- AOKI 신입사원 응원 수트 페어 「입학식」 편 (2014년 2월 6일 ~) - 제시, 타카하시 후, 한자와 아카츠키와 공동출연